# Torpado

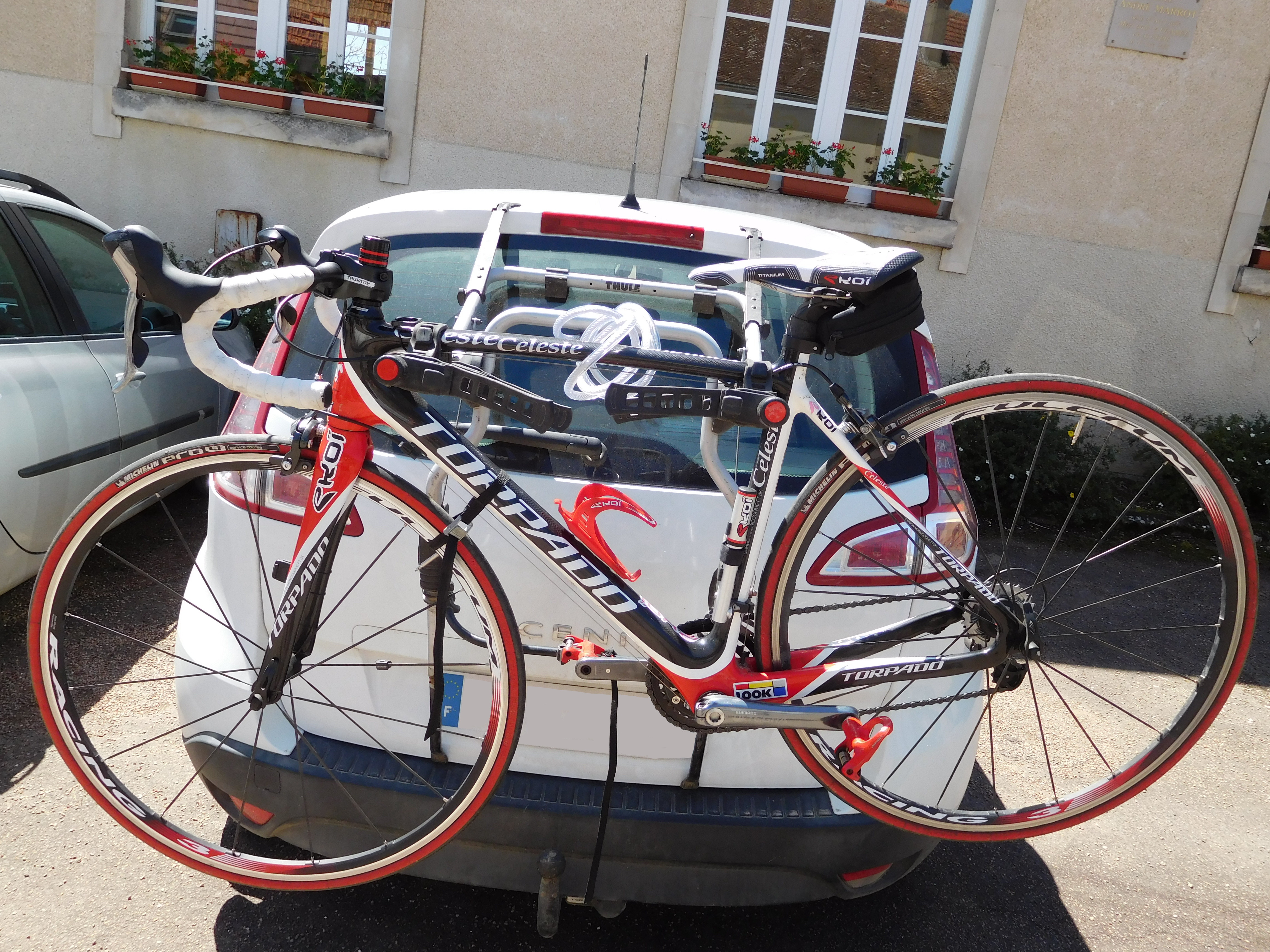
Ein Torpado Straßenrad

Torpado ist ein italienischer Fahrradhersteller aus Cavarzere, Venetien.

## Geschichte
Torpado wurde 1895 in Padova von Carlo Torresini gegründet. Der Name des Unternehmens ist das Akronym von TORresini-PADOva.
In den 1950er Jahren stieg die Firma als Sponsor in den professionellen Radrennsport ein und Räder von Torpado fuhren unter anderem beim Giro d’Italia mit. Die Firma sponserte in den 1980er Jahren das Rennsportteam Magniflex.
Ihre Stahlrahmen fertigte die Firma sowohl aus italienischen Columbusrohren, wie auch aus englischen Reynoldsrohren.